# Милнз, Родни
Родни Милнз Бламер (англ. Rodney Milnes Blumer, 26 июля 1936, Стаффорд, — 5 декабря 2015 года, Челтнем, Великобритания) — британский музыковед, влиятельный оперный критик, переводчик и телеведущий. Публиковался под псевдонимом Родни Милнз, нередко писал в язвительной манере. Офицер ордена Британской империи (2002), кавалер Ордена белой розы.

## Биография
Родни Бламер родился в Стаффорде в семье хирурга. Учился в школе Рагби, изучал историю в колледже Крайст-Чёрч Оксфордского университета. Воинскую службу прошёл сержантом в учебном корпусе в Германии. Работал в издательстве.
Милнз был оперным критиком в издательстве Харперс и Квин (1970—90), журнале The Spectator (1988—90), газете Evening Standard (1990—92), главным оперным критиком The Times (1992—2002). Более двадцати лет работал в английском журнале Opera: с 1976 помощником главного редактора, затем с 1984 — заместителем главного редактора. Милнз был главным редактором журнала с 1986 по 1999 год.
Родни Милнз Бламер перевёл на английский язык либретто нескольких опер, среди них «Русалка» и «Якобинец» Дворжака, «Судьба» Яначека, «Дон Кихот» Масснне, «Мальчик-с-пальчик» Хенце, «Ундина» Лорцинга, «Жанна д’Арк» Верди, «Три Пинто» Вебера, «Тангейзер» Вагнера.
Родни Милнз написал статьи о композиторе Жюле Массне и его операх для «Музыкального словаря Гроува». Был редактором-консультантом справочника Viking Opera Guide, подготовил пересмотренное и дополненное издание 1987 года «Краткой истории оперы» (англ. Opera: A Concise History). Был соавтором первых трёх томов издания Opera on the gramophone.
Милнз регулярно выступал на Би-би-си как оперный обозреватель и ведущий.
Родни Милнз не был женат и не имел детей. Последние годы жизни Милнз жил в Челтнеме (графство Глостершир) недалеко от своей сестры, которую пережил лишь на несколько недель. Умер от рака 5 декабря 2015 года.

## Награды
- Кавалер Ордена белой розы;
- Офицер ордена Британской империи за заслуги в области журналистики и музыки (2002)
- Почётный член Королевской академии музыки[2]